# Guardo

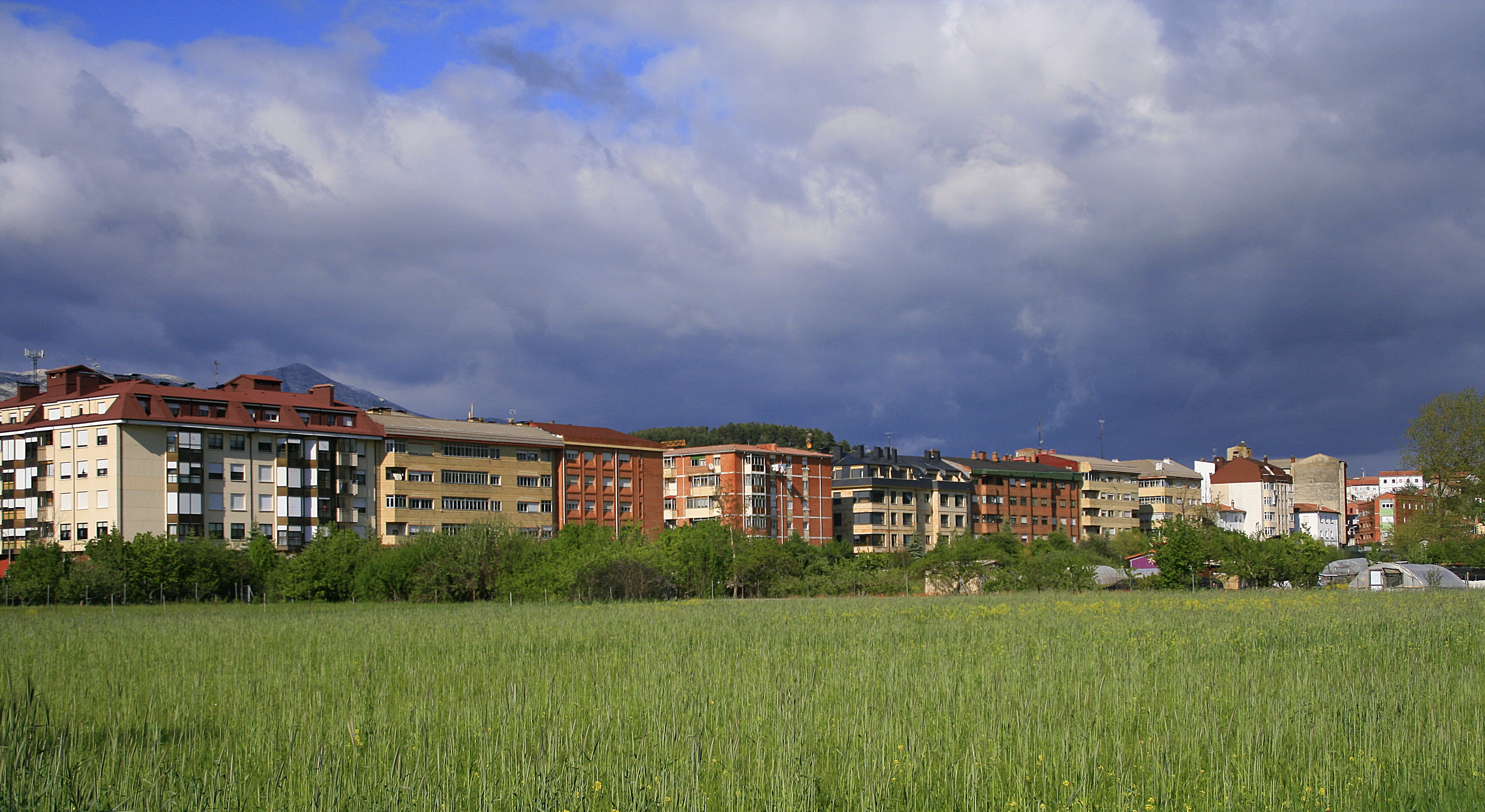

Guardo est une commune espagnole de la province de Palencia, dans la communauté autonome de Castille-et-León.

## Monuments

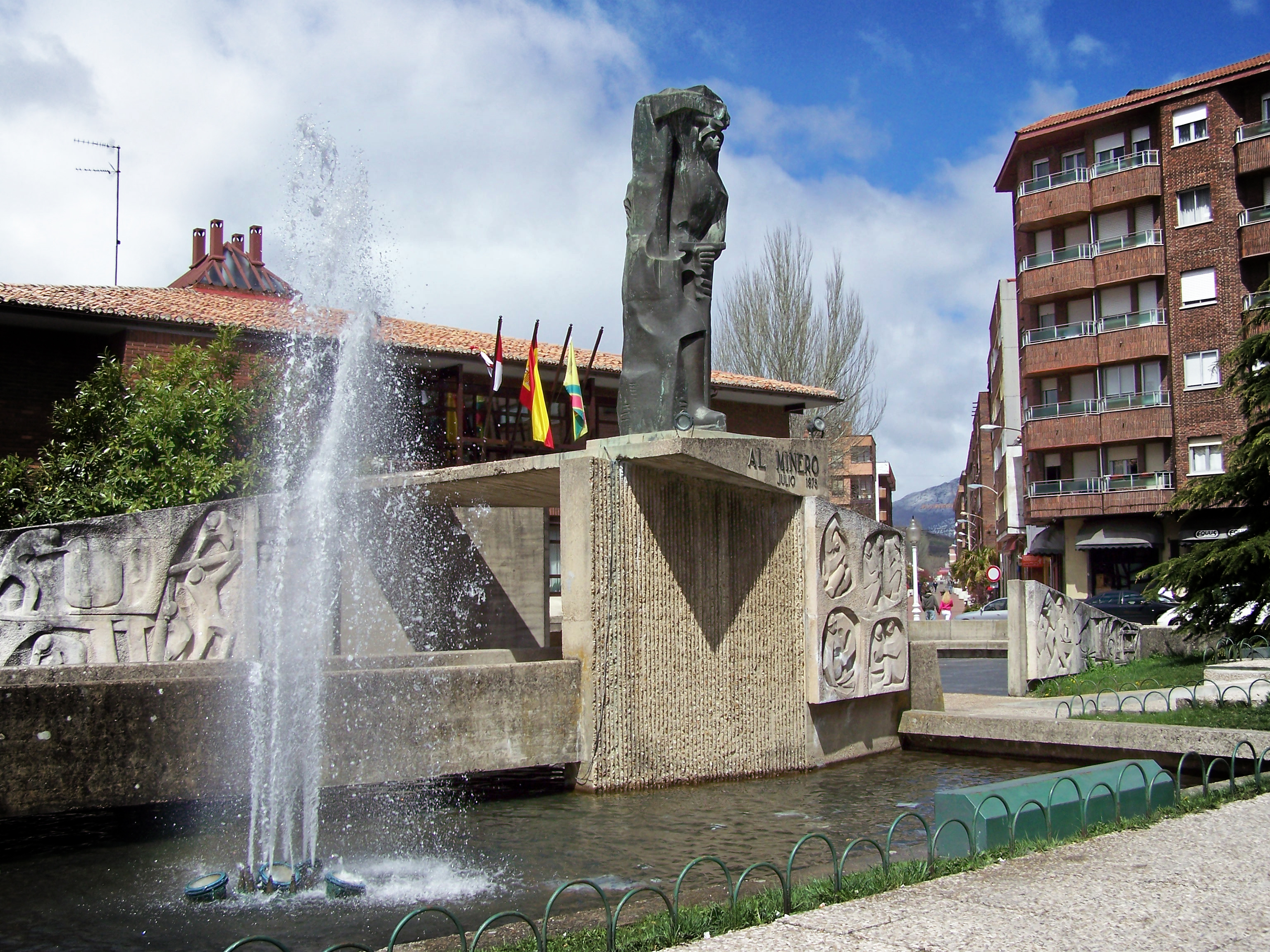
Monument au Mineur (Monument al Minero), œuvre de Jacinto Higueras Catedra.

- Monument au Mineur, de Jacinto Higueras Cátedra (1975). Figure de bronze de 4 m de haut, érigée sur un piédestal de béton[1]. Il s'agit de l'un des monuments iconiques de la ville[2].